# Master of Orion
Master of Orion este un joc video 4x de de strategie pe ture dezvoltat de MicroProse pentru MS-DOS și Mac OS .